# Cantone di Virieu
Il Cantone di Virieu era una divisione amministrativa dell'arrondissement di La Tour-du-Pin.
A seguito della riforma approvata con decreto del 18 febbraio 2014, che ha avuto attuazione dopo le elezioni dipartimentali del 2015, è stato soppresso.

## Composizione
Comprendeva i comuni di:
- Bilieu
- Blandin
- Charavines
- Chassignieu
- Chélieu
- Doissin
- Montrevel
- Oyeu
- Panissage
- Le Passage
- Le Pin
- Saint-Ondras
- Valencogne
- Virieu